# Hr.Ms. Holland (1954)
Hr.Ms. Holland (D808) was een Nederlandse onderzeebootjager van de Hollandklasse.

## Historie
Hr.Ms. Holland was een van de vier Hollandklasse onderzeebootjagers. Het schip werd gebouwd in Rotterdam bij Rotterdamsche Droogdok Maatschappij. De kiellegging vond plaats op 21 april 1950 waarna het schip op 11 april 1953 te water werd gelaten. De in dienst stelling volgde op 31 december 1954.
In 1955 voer de Holland rond Afrika via het Suezkanaal naar Kaap de Goede Hoop. Na terugkeer werd het schip tot 1962 in conservatie gebracht (inactief).
Het schip kwam in 1965 voor de kust van Texel in aanvaring met het Deense schip MV Mayumba.
Op 13 januari 1968 werd de Holland toegevoegd aan STANAVFORLANT bij Portland.
In 1969 nam het schip deel aan een vlootschouw bij Spithead samen met de jagers Zeeland, Noord Brabant, de kruiser De Ruyter en de fregatten Van Nes en Evertsen.
Holland nam deel aan de NAVO oefeningen Razor Sharp in 1969 en Northern Merger & Save Pass in 1974.
In juli 1976 bracht de Holland, samen met de fregatten Tromp, Van Nes, Van Galen, de jager Zeeland, de onderzeeër Dolfijn en het bevoorradingsschip Poolster een bezoek aan New York ter gelegenheid van het tweehonderdjarig bestaan van de Verenigde Staten.
In 1978 werd het schip uit dienst gesteld en verkocht aan de Peruviaanse marine. Daar werd het schip op 2 januari 1978 in dienst genomen als Garcia y Garcia. In 1986 werd het schip daar ook uit dienst genomen.